# Fort Knox (Kentucky)
Fort Knox es un lugar designado por el censo ubicado en el condado de Hardin en el estado estadounidense de Kentucky. En el Censo de 2010 tenía una población de 10124 habitantes y una densidad poblacional de 188,55 personas por km².

## Geografía
Fort Knox se encuentra ubicado en las coordenadas 37°53′29″N 85°58′2″O / 37.89139, -85.96722. Según la Oficina del Censo de los Estados Unidos, Fort Knox tiene una superficie total de 53.69 km², de la cual 53.42 km² corresponden a tierra firme y (0.51%) 0.27 km² es agua.

## Demografía
Según el censo de 2010, había 10124 personas residiendo en Fort Knox. La densidad de población era de 188,55 hab./km². De los 10124 habitantes, Fort Knox estaba compuesto por el 71.58% blancos, el 16.56% eran afroamericanos, el 1.1% eran amerindios, el 1.66% eran asiáticos, el 0.58% eran isleños del Pacífico, el 3.2% eran de otras razas y el 5.31% pertenecían a dos o más razas. Del total de la población el 14.07% eran hispanos o latinos de cualquier raza.